# Јурјевац Пунитовачки
Јурјевац Пунитовачки је насељено место у саставу општине Пунитовци у Осјечко-барањској жупанији, Република Хрватска.

## Историја
До територијалне реорганизације у Хрватској налазио се у саставу старе општине Ђаково.

## Становништво
На попису становништва 2011. године, Јурјевац Пунитовачки је имао 317 становника.

## Попис1991.
На попису становништва 1991. године, насељено место Јурјевац Пунитовачки је имало 316 становника, следећег националног састава:
| Попис 1991.‍ | Попис 1991.‍ | Попис 1991.‍ | Попис 1991.‍ | Попис 1991.‍ |
| ----------- | ----------- | ----------- | ----------- | ----------- |
|             |             |             |             |             |
| Хрвати      | Хрвати      |             | 197         | 62,34%      |
| Словаци     | Словаци     |             | 107         | 33,86%      |
| Срби        | Срби        |             | 9           | 2,84%       |
| Немци       | Немци       |             | 1           | 0,31%       |
| непознато   | непознато   |             | 2           | 0,63%       |
| укупно: 316 |             |             |             |             |